# NGC 2690
NGC 2690 في الفهرس العام الجديد، هي مجرة، تقع في كوكبة الشجاع. اكتشفت في 10 مارس 1886 بواسطة لويس سويفت.

## روابط خارجية
- NGC 2690 على موقع ويكي سكاي: DSS2, SDSS, GALEX, IRAS, Hydrogen α, X-Ray, Astrophoto, Sky Map, Articles and images